# AVEPRO
Agentura Svatého Stolce pro hodnocení a rozvoj kvality církevních univerzit a fakult (AVEPRO – Agenzia della Santa Sede per la Valutazione e la Promozione della Qualità delle Università e Facoltà Ecclesiastiche) byla založena na návrh kardinála Zenona Grocholewského papežem Benediktem XVI. dne 19. září 2007, který současně schválil její statuta . Je institucí spojenou se Svatým Stolcem, což znamená, že nepatří přímo k Římské kurii, ale je spojena se Svatým stolcem, takže poskytuje nezbytné služby papeži, Kurii i celé církvi. Je veřejnou církevně právní osobou a civilní právnickou osobou Městského státu Vatikán.

## Úkoly agentury
Agentura „je zaměřena na rozvoj kvality výzkumu a výuky a hodnotí dosažení adekvátních mezinárodních standardů akademických institucí katolické církve“. (Statut, čl. 1, § 2) Její existence je spojena se skutečností, že Svatý Stolec se zapojil do boloňského procesu, a to v průběhu setkání ministrů školství Evropské unie v Berlíně dne 19. září 2003.

## Organizace
V čele agentury stojí prezident, jímž je nyní redemptorista Andrzej Stefan Wodka. Prezident má k ruce ředitele a sekretáře, řídí také správní radu agentury. Agentura má i svou vědeckou radu a vyžívá služeb expertů z oblasti vysokého školství.

## Seznam prezidentů AVEPRO
- P. Francesco Imoda SJ (19. září 2007 – 27. června 2018)
- P. Andrzej Stefan Wodka, C.SS.R., (27. června 2018 – 5. června 2023)
- P. Armand Puig i Tàrrech (od 5. června 2023)

## Elektronické zdroje
- Popis činnosti AVEPRO na vatikánských stránkách
- Vlastní stránky AVEPRO